# ميخائيل براون (عازف بيانو)
ميخائيل براون (بالإنجليزية: Michael Brown)‏ هو عازف بيانو أمريكي، ولد في 1987.

## روابط خارجية
- ميخائيل براون على موقع ميوزك برينز (الإنجليزية)
- ميخائيل براون على موقع ديسكوغز (الإنجليزية)